# ستيوارت ماكمانوس
ستيوارت ماكمانوس (بالإنجليزية: Stuart McManus)‏ (19 مارس 1965 في المملكة المتحدة - ) هو لاعب كرة قدم إسكتلندي في مركز حراسة المرمى. لعب مع غيفلي ونادي أورغريته ونادي ساندفيكين ونادي ساوثهامبتون ونادي ليلستروم ونيوبورت كونتي وLjusne AIK ‏ وMoss FK ‏.

## وصلات خارجية
- ستيوارت ماكمانوس على موقع قاعدة بيانات كرة القدم.إي يو (الإنجليزية)